# ناحیه مرغاب
ناحیهٔ مرغاب یکی از ناحیه‌های ولایت مختار کوهستان بدخشان است که در شرق جمهوری تاجیکستان قرار دارد.
مرکز آن شهر مُرغاب (به تاجیکی: Мурғоб) است که در راستای رودخانهٔ مرغاب و در پیوندگاه سه جادهٔ بزرگ قرار گرفته‌است.
جمعیت این شهر برابر با ۴٬۰۰۰ نفر در سال ۲۰۰۰ میلادی بوده و با ۳٬۵۸۹ متر ارتفاع از سطح دریا بلندجای‌ترین شهر تاجیکستان و آسیای میانه (و شوروی پیشین) است.
هستهٔ اصلی شهر مرغاب در سال ۱۸۹۳ به‌وجود آمد. در آن زمان روس‌ها برای چیرگی بر منطقه، پایگاهی نظامی به نام «پایگاه پامیر» (Памирский Пост: پامیرسکی پاست) بنا کردند. نام این محل در حدود سال ۱۹۲۹ تغییر کرد و به نام رودخانهٔ مرغاب، شهر مرغاب نامیده‌شد.
ناحیهٔ مرغاب پنج جماعت دارد:
1. مرغاب
2. قره‌کول
3. قزل‌رباط
4. علی‌چور
5. رنگ‌کول

بزرگ‌ترین روستاهای مرغاب:
قراکول •  قزل‌رباط •  شیمک
بسیاری از باشندگان مرغاب، امروزه تاجیک‌ها و دامداران قرقیزتبار هستند و در فصل زمستان سردی هوای این منطقه تا ۵۵–۵۰ درجه زیر صفر می‌رسد.

## دیدنی‌ها
آب‌گرم مادیان در کنار رودخانه مرغاب و سنگ‌نگاره سکاها در درهٔ پـِشارت از نقاط دیدنی پیرامون شهر مرغاب است. در نزدیکی دهانهٔ رود مرجانه نیز چندین سنگ‌چین مدور پیشا-تاریخی و گورستان‌های سکایی وجود دارد.
نقاط دیدنی:
گرم‌چشمه مادیان •  سنگ‌نگاره‌های سکایی •  گورستان‌های سکایی •  سنگ‌چین‌های پیشا-تاریخی •  دریاچه زرکول •  دریاچه رنگ‌کول •  دریاچه قراکول